# Arc branchiaux

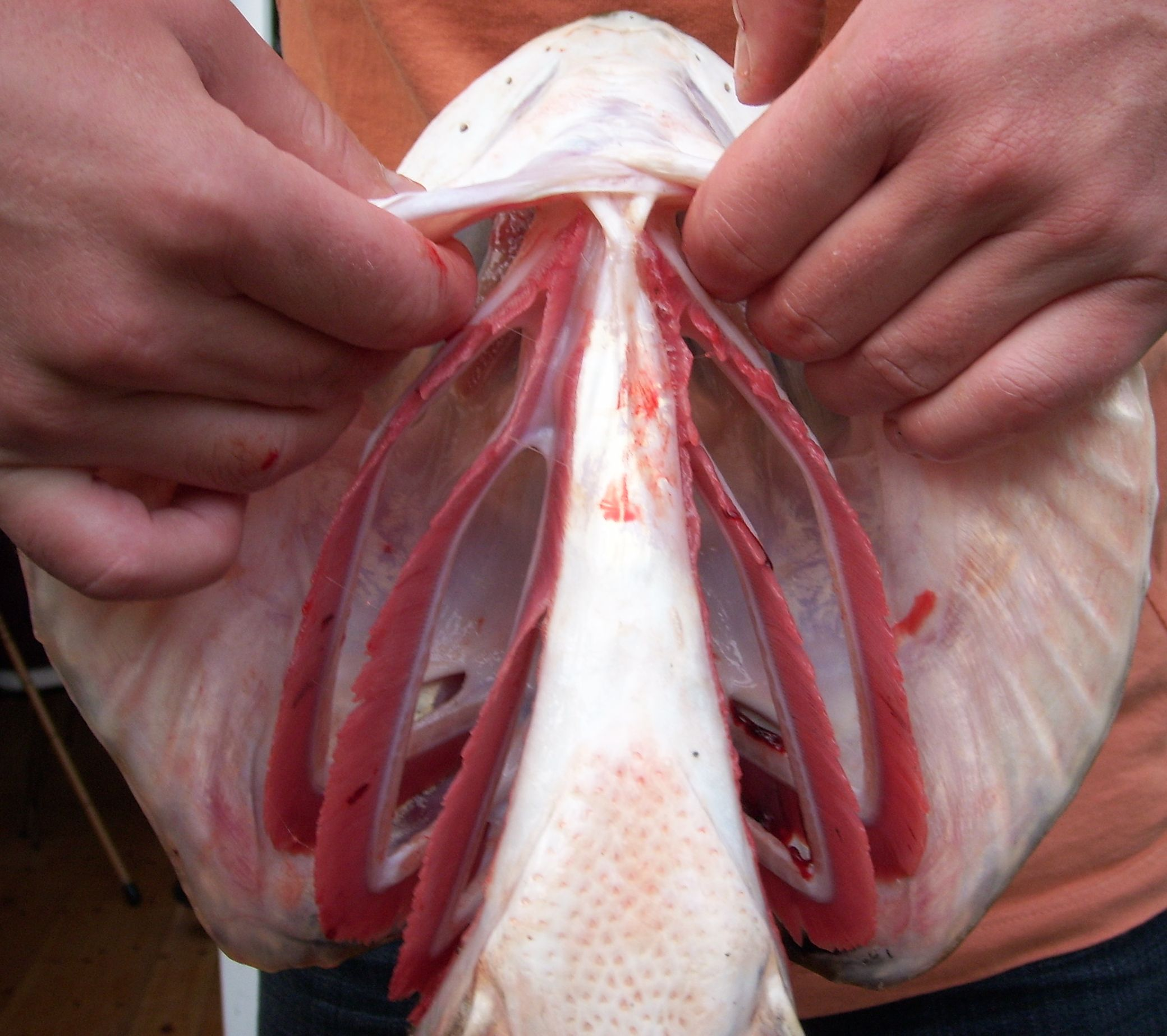
Arcs branchiaux soutenant les branchies d'un brochet.

Les arcs branchiaux sont une série de "boucles" osseuses présentes chez les poissons, qui soutiennent les branchies. Comme les branchies sont la condition primitive des vertébrés, tous les embryons de vertébrés développent des arcs pharyngés, bien que le sort éventuel de ces arcs varie selon les taxons. Chez les gnathostomes, le premier arc se développe dans les mâchoires, le second dans le complexe hyomandibulaire, les arcs postérieurs soutenant les branchies. Chez les amphibiens et les reptiles, de nombreux éléments sont perdus, y compris les arcs branchiaux, ce qui ne laisse que les mâchoires orales et un appareil hyoïde. Chez les mammifères et les oiseaux, l'os hyoïde est encore plus simplifié.
Tous les vertébrés basaux respirent avec des branchies. Les branchies sont portées juste derrière la tête, bordant les marges postérieures d'une série d'ouvertures de l'œsophage vers l'extérieur. Chaque branchie est soutenue par un arc branchial cartilagineux ou osseux. Les poissons osseux ont quatre paires d'arcs, le poissons cartilagineux en ont cinq à sept paires et les poissons primitifs sans mâchoires en ont sept. Les ancêtres des vertébrés avait sans aucun doute plus d'arcs, car certains de leurs parents chordés ont plus de 50 paires de branchies.
Chez les amphibiens et certains poissons osseux primitifs, les larves portent des branchies externes, partant des arcs branchiaux. Ceux-ci sont réduits à l'âge adulte, leur fonction étant prise en charge par les branchies proprement dites chez les poissons et par les poumons chez la plupart des amphibiens. Certains amphibiens conservent les branchies externes des larves à l'âge adulte, le système complexe de branchies internes comme on le voit chez les poissons étant apparemment irrévocablement perdu très tôt dans l'évolution des tétrapodes.

## Fonction
Le système branchial est généralement utilisé pour la respiration et/ou l'alimentation. De nombreux poissons ont modifié les arcs branchiaux postérieurs en mâchoires pharyngées, souvent équipées de dents pharyngées spécialisées pour manipuler des proies particulières (dents longues et pointues chez les murènes carnivores par rapport aux dents larges et broyantes chez la carpe noire durophage). Chez les amphibiens et les reptiles, l'arc hyoïde est modifié pour des raisons similaires. Il est souvent utilisé dans le pompage buccal (en) et joue souvent un rôle dans la protrusion de la langue pour la capture des proies. Chez les espèces avec des mouvements de langue balistiques hautement spécialisés comme les caméléons ou certaines salamandres pléthodontides, le système hyoïde est fortement modifié à cette fin, alors qu'il est souvent hypertrophié chez les espèces qui utilisent alimentation par aspiration. Des espèces telles que les serpents et les varans, dont la langue est devenue un organe purement sensoriel, ont souvent des systèmes hyoïdes très réduits.

## Amniotes
Les amniotes n'ont pas de branchies. Les arcs branchiaux forment des arcs pharyngés au cours de l'embryogenèse et constituent la base de structures essentielles telles que les mâchoires, la glande thyroïde, le larynx, la columelle (correspondant à l'étrier chez les mammifères) et chez les mammifères le marteau et l'enclume.